# Edmund Cartwright

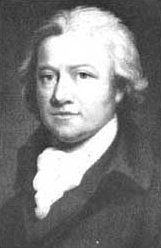
Edward Cartwright

Edward (Edmund) Cartwright (Marham, Nottinghamshire, 24 d'abril de 1743 − Hastings, Sussex, 20 d'octubre de 1823) va ser un clergue i inventor anglès. Va inventar el teler mecànic.
Cartwright s'interesà pel problema dels telers mecànics quan ja s'havia avançat en les tècniques del filat mecànic amb el sistema de la spinning jenny de James Hargreaves i del treball en cadena sense els quals no hauria pogut tenir èxit el seu sistema. Va dissenyar el primer teler mecànic el 1784 i el va patentar el 1785, però el disseny era inservible. No obstant això, un any més tard va patentar un altre teler que ha servit com a model a inventors posteriors.
Era conscient d'un fet: perquè un teler mecànic assolís l'èxit una persona havia de poder atendre vàries màquines al mateix temps o cada màquina hauria de ser més productiva. Va incloure diverses innovacions als seus telers com el dispositiu per a detenir el teler quan una llançadora no entrava en la seva caixa corresponent, impedint que la llançadora rebotés en xocar contra el fons de la caixa i estirant la tela automàticament. Cartwright començà fabricant teles a Doncaster (South Yorkshire, Anglaterra) i amb els nombrosos avenços aconseguí ser reconegut com l'inventor del teler mecànic i fou nomenat membre de la Royal Society de Londres el 1821.